# Wiązów
Wiązów (Duits: Wansen) is een stad in het Poolse woiwodschap Neder-Silezië, gelegen in de powiat Strzeliński. De oppervlakte bedraagt 9,16 km², het inwonertal 2207 (2005).

## Verkeer en vervoer
- Station Wiązów